# Smokuč
Smokuč je naselje u slovenskoj Općini Žirovnici. Smokuč se nalazi u pokrajini Gorenjskoj i statističkoj regiji Gorenjskoj. 

## Stanovništvo
Prema popisu stanovništva iz 2002. godine naselje je imalo 482 stanovnika.